# Италия на летних Олимпийских играх 1932
Италия была представлена на летних Олимпийских играх 1932 года 112 спортсменами (все — мужчины), выступившими в состязаниях по 13 видам спорта. Итальянская сборная завоевала 36 медалей (12 золотых, 12 серебряных и 12 бронзовых), что вывело её на 2 место в неофициальном командном зачёте.

## Медалисты
| Медаль  | Спортсмен | Вид спорта            | Дисциплина                               |
| ------- | --- | --------------------- | ---------------------------------------- |
| Золото  | Луиджи Беккали | Лёгкая атлетика       | Мужчины, ходьба на 1500 м                |
| Золото  | Аттилио Павези | Велоспорт             | Мужчины, индивидуальная гонка по шоссе   |
| Золото  | Аттилио Павези Джузеппе Ольмо Гульельмо Сегато                                                                                               | Велоспорт             | Мужчины, групповая гонка по шоссе        |
| Золото  | Паоло Педретти Нино Борсари Марко Чиматти Альберто Гиларди                                                                                   | Велоспорт             | Мужчины, командная гонка преследования   |
| Золото  | Оресте Капуццо Савино Гульельметти Марио Лертора Ромео Нери Франко Тоньини                                                                   | Спортивная гимнастика | Мужчины, командное первенство            |
| Золото  | Ромео Нери | Спортивная гимнастика | Мужчины, личное первенство               |
| Золото  | Ромео Нери | Спортивная гимнастика | Мужчины, брусья                          |
| Золото  | Савино Гульельметти | Спортивная гимнастика | Мужчины, опорный прыжок                  |
| Золото  | Джованни Гоцци | Борьба                | Мужчины, греко-римский стиль, до 61 кг   |
| Золото  | Джанкарло Корнаджа-Медичи | Фехтование            | Мужчины, шпага, личное первенство        |
| Золото  | Густаво Марци | Фехтование            | Мужчины, рапира, личное первенство       |
| Золото  | Ренцо Мориджи | Стрельба              | Мужчины, скоростной пистолет, 25 м       |
| Серебро | Гульельмо Сегато | Велоспорт             | Мужчины, индивидуальная гонка по шоссе   |
| Серебро | Омеро Боноли | Спортивная гимнастика | Мужчины, конь                            |
| Серебро | Бруно Ваттовац Джованни Плаццер Риккардо Дивора Бруно Паровел Джованни Скер                                                                  | Академическая гребля  | Мужчины, четвёрки распашные с рулевым    |
| Серебро | Витторио Чиони Марио Баллери Ренато Браччи Дино Барзотти Роберто Вестрини Гульельмо дель Бимбо Энрико Гарцелли Ренато Барбиери Чезаре Милани | Академическая гребля  | Мужчины, восьмёрки                       |
| Серебро | Марчелло Ниццола | Борьба                | Мужчины, греко-римский стиль, до 56 кг   |
| Серебро | Джино Росси | Бокс                  | Мужчины, до 79,4 кг                      |
| Серебро | Луиджи Ровати | Бокс                  | Мужчины, свыше 79,4 кг                   |
| Серебро | Джанкарло Корнаджа-Медичи Саверио Раньо Франко Риккарди Карло Агостони Ренцо Миноли                                                          | Фехтование            | Мужчины, шпага, командное первенство     |
| Серебро | Джулио Гаудини Густаво Марци Уго Пиньотти Джоаккино Гваранья Родольфо Терлицци Джорджо Пессина                                               | Фехтование            | Мужчины, рапира, командное первенство    |
| Серебро | Джулио Гаудини Густаво Марци Уго Пиньотти Ренато Ансельми Эмилио Салафия Артуро Де Векки                                                     | Фехтование            | Мужчины, сабля, командное первенство     |
| Серебро | Джулио Гаудини | Фехтование            | Мужчины, сабля, личное первенство        |
| Серебро | Карло Галимберти | Тяжёлая атлетика      | Мужчины, до 75 кг                        |
| Бронза  | Антонио Гьярделло Франческо Коссу Джилианте д'Эсте Антонио Гарцони Провенцани                                                                | Академическая гребля  | Мужчины, четвёрки распашные без рулевого |
| Бронза  | Уго Фриджерио | Лёгкая атлетика       | Мужчины, ходьба 50 км                    |
| Бронза  | Джузеппе Кастелли Габриэле Сальвиати Руджеро Марегатти Эдгардо Тоэтти                                                                        | Лёгкая атлетика       | Мужчины, эстафета 4 x 100 м              |
| Бронза  | Бруно Пелиццари | Велоспорт             | Мужчины, спринт                          |
| Бронза  | Марио Лертора | Спортивная гимнастика | Мужчины, вольные упражнения              |
| Бронза  | Джованни Латтуада | Спортивная гимнастика | Мужчины, кольца                          |
| Бронза  | Эрколе Галлегати | Борьба                | Мужчины, греко-римский стиль, до 72 кг   |
| Бронза  | Марио Группиони | Борьба                | Мужчины, греко-римский стиль, до 87 кг   |
| Бронза  | Карло Агостони | Фехтование            | Мужчины, шпага, личное первенство        |
| Бронза  | Джулио Гаудини | Фехтование            | Мужчины, рапира, личное первенство       |
| Бронза  | Гастоне Пьерини | Тяжёлая атлетика      | Мужчины, до 67,5 кг                      |
| Бронза  | Доменико Маттеуччи | Стрельба              | Мужчины, скоростной пистолет, 25 м       |